# Horst Wendland
Horst Wendland (* 17. August 1912 in Berlin; † 8. Oktober 1968 in Pullach) war ein deutscher Offizier, zuletzt Generalmajor und Vizepräsident des Bundesnachrichtendienstes.

## Leben
Wendland, Sohn des späteren Generalleutnants Paul Wendland, trat am 1. April 1930 als Offizieranwärter beim 6. (Preußischen) Artillerie-Regiment in Hannover in die Reichswehr ein. In jenem Regiment wurde er Batterieoffizier an den Standorten Minden und Osnabrück. Am 1. August 1933 wurde er zum Leutnant befördert. Von Oktober 1934 bis Januar 1940 war er Abteilungs-Adjutant und Regiments-Adjutant im motorisierten Artillerieregiment 73 in Ohrdruf, zuletzt in Polen. Von Februar bis September 1940 war er 1. Ordonnanzoffizier im XVI. Armeekorps in Frankreich. Von Oktober 1940 bis Januar 1941 nahm er am 3. Generalstabslehrgang an der Kriegsakademie in Berlin teil. Danach war er vom Januar 1941 bis Januar 1942 Zweiter Generalstabsoffizier (Ib) der 14. Panzer-Division, mit der er in Jugoslawien und in Russland in den Räumen Cholm, Dnepropetrowsk, Rostow am Don und am Fluss Mius eingesetzt war. Von Februar 1942 bis August 1943 war er Quartiermeister und Erster Generalstabsoffizier (Ia) des III. Panzerkorps in Russland mit Einsätzen in den Räumen Mius, Charkiw, Kaukasus, Donez und Belgorod. Von August 1943 bis Mai 1945 war er Gruppenleiter und Abteilungschef der Organisationsabteilung im Generalstab des Heeres/Oberkommando des Heeres. Am 1. November 1944 wurde er zum Oberst im Generalstab befördert. Von Mai 1945 bis Juni 1947 war er in britischer Kriegsgefangenschaft.
Wendland war von Juli 1947 bis Mai 1948 Speditionsleiter under Großhandlung Gebrüder Heckner in Schöningen. Im Juni 1948 wurde er Organisationschef der Organisation Gehlen und war 1952 an den Gründungsgesprächen des Bundesnachrichtendienstes beteiligt. Bis 1955 war er für die Personalbearbeitung im Amt Blank zuständig. Am 1. April 1957 wurde er als Oberst in ein Dienstverhältnis als Soldat übernommen und 1958 zum Brigadegeneral ernannt. 1963 erfolgte die Beförderung zum Generalmajor. Er arbeitete weiter für den Bundesnachrichtendienst mit Zuständigkeit für Personal, Ausbildung und der Verwaltung des Haushaltes von etwa 100 Millionen Deutsche Mark. Nach dem Ausscheiden von Hans-Heinrich Worgitzky übernahm Wendland 1967 kommissarisch das Amt des Vizepräsidenten des Bundesnachrichtendienstes. Wendland war auch für eine deutsche Stay-behind-Organisation (F-Netz) zuständig.
Wendland litt seit Ende 1966 unter Depressionen und nahm sich am 8. Oktober 1968 gegen 11:50 Uhr in seinem Dienstzimmer in Pullach mit einer belgischen Pistole das Leben. Am selben Tag starb der unter Spionageverdacht stehende Flottillenadmiral Hermann Lüdke durch eine Kugel. Da es im Oktober 1968 noch vier weitere Todesfälle im Umfeld Bonner Ministerien gab und sieben Wissenschaftler in die DDR flüchteten, wurde spekuliert, dass verschärfte Sicherheitsüberprüfungen Agenten in den Selbstmord bzw. die Flucht getrieben haben könnten. Der darauf am 13. November 1968 eingesetzte 2. Untersuchungsausschuss der 5. Wahlperiode des Deutschen Bundestages stellte allerdings nur Defizite bei der Vernetzung der Nachrichtendienste fest und konnte keinen Zusammenhang zwischen den Todesfällen finden.

## Auszeichnungen
- 25. September 1943: Deutsches Kreuz in Gold[12]